# Campamento Flipy
Campamento Flipy es una comedia familiar española dirigida por Rafa Parbus rodada en el verano de 2009 entre Madrid y el Principado de Asturias. La película se estrenó el 11 de junio de 2010.
Flipy es un adolescente canijo, torpe y en plena edad del pavo. A los 12 años, un experimento transforma, de la noche a la mañana, su cuerpo en el de un adulto. Su nuevo aspecto le animará a seguir a Violeta (Marta Belmonte), su amor platónico, hasta el campamento de verano donde es monitora. Jeremías (Carlos Areces), su mejor amigo —que ha repetido curso seis veces—, y Lorenzo (Eloi Yebra), un especial niño burbuja, serán sus mejores aliados para conquistar a la dulce Violeta, y de paso,  desenmascarar a Don Carcajón (Pablo Carbonell), el horrible director del campamento que no sólo oculta un oscuro secreto sino que además quiere camelarse a la monitora con la ayuda de su fiel esbirro Cirilo (Ernesto Sevilla).

## Reparto
- Flipy: Él mismo
- Carlos Areces: Jeremías
- Eloi Yebra: Lorenzo
- Pablo Carbonell: Don Carcajón
- Marta Belmonte: Violeta
- Ernesto Sevilla: Cirilo
- Raúl Cimas: Galarza
- Omar Muñoz: Flipy niño
- Rosario Pardo: La madre de Flipy
- Pedro Reyes: El padre de Flipy
- Ignatius Farray: El loco de las coles
- Paula Galimberti: La sueca
- Elena Alférez: La loca de la cocina
- Juan Herrera: Psicólogo
- Quique Santacruz: Doctor
- Andric Coloma: Niño peruano
- Enol Eijido Murias: Niño famélico
- Geraldine Leloutre: Alicia
- Jorge Blass: Mago fracasado
- María Díaz : Hippie

## Recepción
La película fue mal recibida tanto por la crítica especializada como por el público. Su pobre guion, su dirección amateur, su humor de brocha gorda y el nulo talento de personajes como el propio Flipy contribuyeron a que fracasase estrepitosamente. Ni siquiera llegó a cubrir gastos de presupuesto en taquilla y cuenta con una nota muy baja en diferentes plataformas de crítica cinematográfica. Su director, Rafa Parbús no ha vuelto a dirigir un largometraje.